# Clupeonella abrau muhlisi
Clupeonella abrau muhlisi és una subespècie de peix pertanyent a la família dels clupeids. Pot arribar a fer 8 cm de llargària màxima. Menja crustacis pelàgics i ous de ciprínids. És un peix d'aigua dolça, pelàgic i de clima temperat. És un endemisme de Turquia. És inofensiu per als humans.